# Marian Bąk (harcerz)
Marian Bąk (ur. 2 lutego 1902 w Latowiczu, zm. 4 sierpnia 1920 pod Paprocią Dużą) – polski harcerz, działacz młodzieżowych organizacji niepodległościowych i uczestnik walk o niepodległość Polski.

## Życiorys
Marian Bąk był synem Grzegorza i Heleny z domu Wardzyńskiej. Uczył się w Gimnazjum im. Rocha Kowalskiego w Warszawie. Od 18 stycznia 1918 roku był członkiem Organizacji Młodzieży Narodowej (OMN), przyjętym do niej przez Tomasza Piskorskiego, później członkiem Prezydium Zarządu Głównego OMN Szkół Średnich.
W czasie nauki w gimnazjum aktywnie uczestniczył w pracach samopomocowych (był działaczem Towarzystwa Samopomocy Koleżeńskiej), zajmował się również kolportażem nielegalnych wydawnictw młodzieżowych. Od 28 kwietnia 1918 roku był zastępowym w drużynie harcerskiej im. Karola Chodkiewicza w Gimnazjum Rocha Kowalskiego, następnie został drużynowym tej drużyny. W 1919 roku prowadził drużynę harcerską w rodzinnym Latowiczu.
Od co najmniej maja 1918 roku należał do POW w Latowiczu.
W 1919 roku był działaczem Związku Kół Młodzieży Wiejskiej.
W 1920 roku był członkiem i aktywnym działaczem tajnego Związku Młodzieży Polskiej „ZET”, Straży Kresowej, Związku Rad Ludowych i Centralnego Związku Kółek Rolniczych.
Będąc jeszcze uczniem, w świetle nadciągającej inwazji ze wschodu zgłosił się ochotniczo do wojska. W czasie wojny polsko-bolszewickiej walczył w II batalionie 201 ochotniczego pułku piechoty utworzonym i dowodzonym przez jego starszego kolegę, również harcerza Karola Wądołkowskiego. Zginął w czasie bitwy pod Paprocią Dużą lub – jak pisze Tomasz Piskorski: wzięty do niewoli (...) został przez bolszewików w sposób okrutny zamordowany. W 1934 roku został pośmiertnie odznaczony Krzyżem Niepodległości.
Jest pochowany w zbiorowej mogile na cmentarzu parafialnym w Szumowie. M.in. jego nazwisko znajduje się na granitowej tablicy kolumny wieńczącej tę mogiłę.